# Derek Parfit

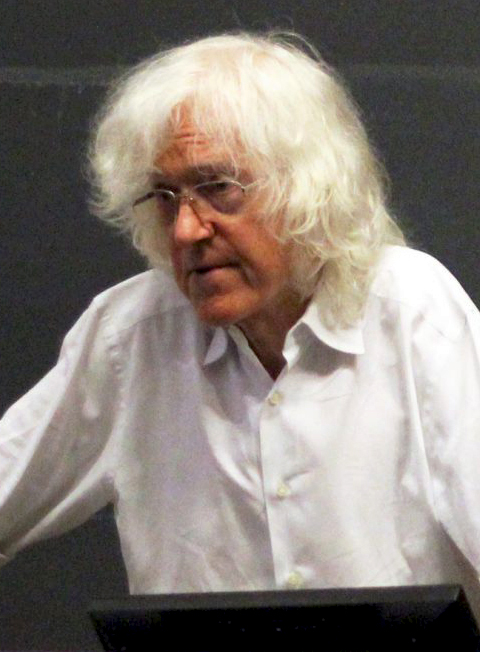
Derek Parfit

Derek Parfit (Chengdu, 21 december 1942 – Oxford, 1 januari 2017) was een Brits filosoof gespecialiseerd in problemen als die rond persoonsidentiteit, rationaliteit en ethiek en hun onderlinge relaties.
Hij werd bekend vanwege zijn boek Reasons and Persons (1984), dat zeer invloedrijk is gebleken. Jarenlang maakte Parfit een online manuscript van meer dan 650 pagina's over ethiek toegankelijk, oorspronkelijk getiteld Climbing the Mountain, maar gepubliceerd als On What Matters (2011). Hij werkte zijn hele carrière in Oxford. Hij was ook verbonden met de universiteit van New York, Harvard-universiteit en Rutgers-universiteit. Hij was getrouwd met de filosofe Janet Radcliffe Richards. Parfit beschreef zichzelf als een revisionistische metafysicus. Deze houding toont zich ook duidelijk in de onderwerpen die hij behandelde vooral bij persoonsidentiteit en toekomstige generaties.

## Biografie
Derek Parfit werd geboren in Chengdu in China als kind van Norman Parfit en Jessie Parfit-Browne, beide dokter. Zijn ouders waren rond die tijd in China om de lokale bevolking te onderwijzen in preventieve geneeskunde. De familie keerde een jaar na Parfits geboorte terug naar het Verenigd Koninkrijk, en vestigden zich in Oxford. Daar studeerde Parfit aan het Eton College. Later zou hij moderne geschiedenis studeren aan de universiteit van Oxford om er in 1964 af te studeren. Rond 1965-1966 liet hij zijn geschiedkundige studies achter zich voor de filosofie. Daarna zou hij terug naar Oxford gaan.

## Filosofie
Parfit beschrijft zichzelf als een revisionistische metafysicus:
“Strawson describes two kinds of philosophy, descriptive, and revisionary. Descriptive philosophy gives reasons for what we instinctively assume, and explains and justifies the unchanging central core in our beliefs about ourselves, and the world we inhabit. I have great respect for descriptive philosophy. But, by temperament, I am a revisionist. [...] I try to challenge what we assume. Philosophers should not only interpret our beliefs; when they are false, they should change them.”

### Persoonsidentiteit
Parfit gebruikt vele voorbeelden ogenschijnlijk geïnspireerd op Star Trek en andere sciencefiction, zoals bijvoorbeeld de teletransporter om onze intuïties qua persoonsidentiteit te onderzoeken. Parfit is een reductionist (of ook wel een revisionistische metafysicus) en gelooft dat - aangezien er geen adequaat criterium is voor persoonsidentiteit - mensen niet onafhankelijk van hun onderdelen bestaan. Parfit begint zijn onderzoek met de beschrijving van onze natuurlijke opvatting van "het zelf" via wat hij noemt The Simple View: Dit stelt dat niets mij kan zijn, tenzij ze
1. The all-or-nothing condition: Het een volledig sluitend antwoord kan bieden op de vraag of een gegeven ervaring - zowel een van het verleden, het heden of een toekomstige ervaring - van mij is of niet.
2. The one-one condition: het sluit de mogelijkheid uit dat twee ervaringen van mij gebeuren in twee niet identieke subjecten.

Dit wordt algemeen ervaren als onbetwijfelbare voorwaarden voor een opvatting van het zelf. Het brein is echter een complex orgaan en niet enkelvoudig noch ondeelbaar, en er bestaan echter extreme voorbeelden die Parfit aanhaalt van hersenoperaties met verregaande psychologische gevolgen. Deze zouden de een-op-eenvoorwaarde schenden. Ook stelt hij het hypothetisch voorbeeld voor waar iemands hersencellen gradueel worden vervangen, en men zo na een tijd niet meer over een toekomstige ervaring met zekerheid kan zeggen of het mijn ervaring is of niet (schending alles-of-nietsvoorwaarde).
Parfit besluit hieruit dat de traditionele opvatting fout is, en pleit ervoor dat de realiteit volledig onpersoonlijk kan beschreven worden: er hoeft geen definitief antwoord gegeven te worden op de vraag of ik nog zal blijven bestaan. We kunnen immers alle feiten kennen van iemands bestaan in de toekomst en toch nog niet kunnen zeggen of die persoon bestaat of niet. Hij stelt dat we verkeerd zijn in te veronderstellen dat persoonsidentiteit hetgeen is wat ertoe doet; het belangrijke is daarentegen relatie R: psychologische verbintenis (van herinneringen en karakter) en continuïteit (overlappende ketens van sterke verbintenis).
Volgens Parfit zijn individuen niets meer dan hersens en lichamen, en identiteit kan niet worden gereduceerd tot een van hen. Parfit geeft toe dat zijn theorieën zelden in conflict komen met rivaliserende reductionistische theorieën in het alledaagse leven en dat de twee enkel verschillen als men er extraordinaire voorbeelden bijhaalt. Doch, hij blijft het gebruik van zulke voorbeelden verdedigen, voornamelijk vanwege het feit dat ze desondanks toch sterke gevoelens bij ons opwekken. Identiteit is niet zo welbepaald als we vaak denken; wat er nog rest aan bepaaldheid, komt vooral voort uit de manier waarop we erover spreken. Mensen bestaan op dezelfde manier als naties en verenigingen bestaan. De vraag of een persoon dezelfde is voor en na een gebeurtenis (een herseninfarct) is van hetzelfde niveau als de vraag of Rusland vandaag de dag, hetzelfde is als de Sovjet-Unie.
Parfit beschrijft het verdwijnen van een idee van het zelf als bevrijdend:
My life seemed like a glass tunnel, through which I was moving faster every year, and at the end of which there was darkness... [However] When I changed my view, the walls of my glass tunnel disappeared. I now live in the open air. There is still a difference between my life and the lives of other people. But the difference is less. Other people are closer. I am less concerned about the rest of my own life, and more concerned about the lives of others.

#### Kritiek
Er is veel kritiek geweest op deze onpersoonlijke persoonstheorie. Een voorbeeld daarvan is Thomas Nagel. Hij stelt bijvoorbeeld dat zelfs als er niets gevonden kan worden die aan de voorwaarden voldoet, wil dit niet zeggen dat we dit soort onpersoonlijke persoonsidentiteit moeten aanhangen. Nagel stelt dat zelfs al voldoet het brein niet aan alle voorwaarden, is het nog de beste kandidaat. Volgens Nagel is het misschien wel subjectief denkbaar dat ik naar een ander brein kan overgaan, maar dat is geen voldoende grond om te oordelen wat echt mogelijk is en wat niet. Als bijvoorbeeld een vorm van dualisme of dual aspect theory waar is, dan is het niet mogelijk dat mijn mentale leven verdergaat in een ander brein.

### Toekomstige generaties
Parfits meest bekende deel van zijn boek Reasons and Persons (1984) is deel VI waar hij het heeft over de ethische obligaties tegenover toekomstige generaties. Parfit is in principe een van de eerste die de problematiek rond (ethische) verplichtingen aankaart en voornamelijk daarom is zijn werk toonaangevend. Na Parfit zijn er een hele reeks boeken verschenen die op deze problematiek verder bouwen.
Parfit begint met de meest spontane verantwoording te bespreken waarom we een morele obligatie hebben: we doen de toekomstige mensen kwaad door nu slecht met de wereld om te gaan. Parfit stelt echter dat dit problematisch is, voornamelijk vanwege het Non-Identity Problem. Iemands bestaan is immers afhankelijk van zowel tijd en voorwaarden waaronder de conceptie plaatsvindt. Mochten mijn ouders twee jaar gewacht hebben om een kind te krijgen, dan zou jij het niet geweest zijn, maar iemand anders.
Om dit duidelijk te maken kan men verwijzen naar het vlindereffect: heel kleine veranderingen in de initiële condities (van het weer) op tijdstip T, heeft een drastische invloed op de toekomst (de tijd na T). Zo zal ook een sterke ingreep op ecologisch vlak of qua geboortebeperking drastische effecten hebben op welke mensen er in de toekomst zullen bestaan. Geen enkele persoon zal in beide scenario's bestaan. Andere mensen zullen elkaar ontmoeten en kinderen krijgen, of verschillende tijdstippen.
De morele objectie op basis van "kwaad doen" gaat dus niet op omdat het niet om dezelfde mensen gaat in de toekomst, eens men ingrijpt. Zo lijkt het dus verantwoord om desastreuze en egoïstische beslissingen te nemen vandaag de dag, omdat men niemand specifiek zal kwaad berokkenen. De mensen die in deze verpeste toekomst zouden leven, zijn niet dezelfde mensen die anders zouden geleefd hebben. Geen concreet persoon leeft in een slechtere wereld dan had gekund.
Vervolgens gaat hij over naar het gemiddeld- en totaalutilitarisme. Deze hebben het immers niet over concrete personen en ontwijken zo het Non-Identity Problem. Ze leiden echter tot onaanvaardbare ethische conclusies. Totaalutilitarisme stelt dat men het totaal aantal geluk moet maximaliseren, dit leidt volgens Parfit echter tot wat hij noemt de "weerzinwekkende conclusie" (Repugnant Conclusion). Parfit illustreert dit met een simpel gedachte-experiment. Beeld je een mogelijke toekomst in waar men tussen twee scenario's moet kiezen: in A leven er 10 miljard mensen met allemaal een hogere levenskwaliteit (dan vandaag). In B leven er echter 20 miljard mensen, maar doordat er daar meer mensen leven hebben de mensen daar een slechter leven dan in A, maar nog altijd een heel goed leven. Totaalutilitarisme pleit hier voor scenario B, als het betere scenario. Door voor B te kiezen, moet men echter ook het rijtje verder afgaan en ook C (waarin 30 miljard mensen leven) kiezen en uiteindelijk komt men in situatie Z, een wereld waar er een heel groot aantal mensen leven (> 100 miljard) die allen een leven leiden dat amper waard is te leven. Totaalutilitarisme is genoodzaakt Z boven A te kiezen omdat het totaal geluk hier het hoogst is.
Parfit heeft een gelijkaardig argument tegen het gemiddeldutilitarisme. Als we ons zuiver zouden moeten bekommeren om het gemiddeld geluk, moeten we een wereld verkiezen met een enorm klein aantal bewoners (of misschien zelfs alleen Adam en Eva), die gemiddeld een veel beter leven leiden dan de hedendaagse wereldbevolking. Men kan dit ook toepassen op een geval van immigratie naar Nederland of België. Als men aanneemt dat immigratie in het voordeel is van de Nederlanders of Belgen (door bijvoorbeeld toegang tot goedkopere werkkrachten), is het dus in het voordeel van beide partijen (de immigranten hebben hier een beter leven dan in het ontwikkelingsland waarvan ze komen). Het gemiddeldutilitarisme stelt echter dat het leven in Nederland of België dan net verslechterd is omdat de immigranten het gemiddelde omlaag halen. Dit is een absurd feit.

## Selectieve Bibliografie
- 1964: Eton Microcosm; edited by Anthony Cheetham and Derek Parfit. London: Sidgwick & Jackson
- 1971: "Personal Identity", Philosophical Review; Vol. 80: 3-27, 1971.
- 1984: Reasons and Persons. Oxford: Clarendon Press ISBN 0198246153
- 1997: "Reasons and Motivation", The Aristotelian Soc. Supp. Vol. 77: 99-130, 1997.
- 2006: "Normativity", in Russ Shafer-Landau (ed.), Oxford Studies in Metaethics, vol. I, Oxford: Clarendon Press.
- 2011: On What Matters, Oxford University Press.